# Gefleckter Zitterrochen

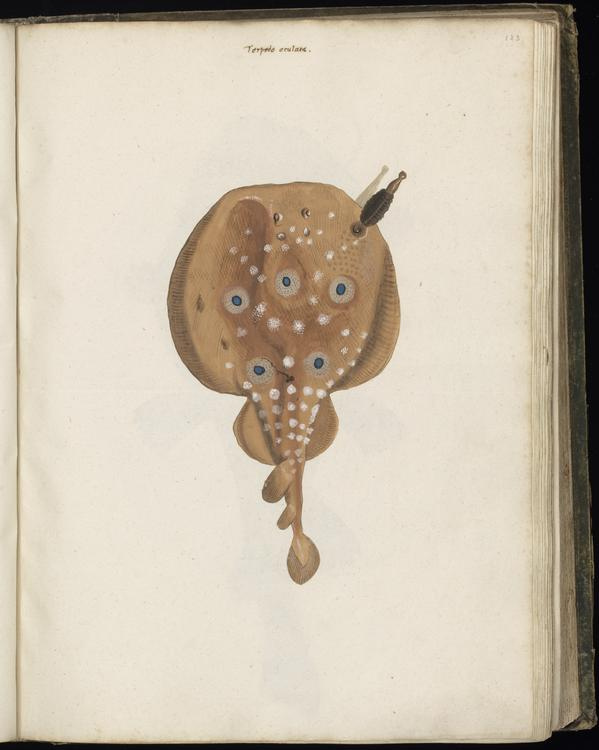
Gefleckter Zitterrochen, von Felix Platter gesammelte Zeichnung, anonym, 1546–1558

Der Gefleckte Zitterrochen (Torpedo torpedo) ist eine Rochenart aus der Familie der Zitterrochen. Er lebt vor den Küsten Südspaniens, Nord-, West, und Südwestafrikas, seinen Namen hat er von augenähnlichen Punkten auf seinem ansonsten bräunlichen Rücken. Die Rochenart erzeugt zur Betäubung von Beutetieren und zur Verteidigung Spannungsstöße bis 200 Volt.

## Merkmale
Der Gefleckte Zitterrochen hat die typische, etwas breitere als lange Scheibenform seiner Familie. Die Oberseite ist braun mit großen, blauen Punkten, die Unterseite cremeweiß. Erwachsene männliche Exemplare sind bis 60 cm groß, weibliche bis 41 cm.

## Lebensweise
Gefleckte Zitterrochen halten sich meist über sandigem Grund in geringen Tiefen auf, werden aber auch in Tiefen bis 400 m gefunden. Sie sind Einzelgänger und jagen nachts kleinere Fische und wirbellose Meeresbewohner. Gefleckte Zitterrochen sind ovovivipar und bringen 3 bis 21 Junge zur Welt, die etwa 9 cm groß sind.